# أغنية البرمجيات الحرة
أغنية البرمجيات الحرة (بالإنجليزية: Free Software Song)‏ هي أغنية باللغة الإنكليزية ذات أسلوب موسيقي علمي ألفها ريتشارد ستولمن عن البرمجيات الحرة. وتتبع لحن أغنية sadi moma البلغارية.
واستخدمت هذه الأغنية من قبل أنصار ستالمن ومعارضيه على السواء للدفاع عن مواقفهم. كما استخدمها جايمي زاوينسكي كوسيلة لتوضيح عدم جدوى التعاون مع ستولمن.
وبثت نسخة من الأغنية خلال عرض أسماء المشاركين في إنتاج فيلم نظام التشغيل الثوري.
وقام جونو باكون بتسجيل نسخة من الأغنية على نمط ديث ميتال وسجلت فرقة فينستر نسخة إيقاعية. وهناك نسخة إسبانية من تسجيل ألك recorded by ALEC.

## كلمات الأغنية
| بالإنكليزية                                | الترجمة العربية                              |
| ------------------------------------------ | -------------------------------------------- |
| Join us now and share the software         | انضموا إلينا وشاركوا برمجياتكم.              |
| You'll be free, hackers, you'll be free.   | ستكونون أحرارًا أيها الهاكرز، ستكونون أحرارًا. |
| مرتان                                      |                                              |
| Hoarders can get piles of money            | يمكن للمكتنزين الحصول على أكوام من النقود    |
| That is true, hackers, that is true        | هذا صحيح أيها الهاكرز، هذا صحيح،             |
| But they cannot help their neighbors       | لكنهم لا يستطيعون مساعدة جيرانهم             |
| That's not good, hackers, that's not good. | هذا شيء سيء، أيها الهاكرز، إنه سيء.          |
| When we have enough free software          | عندما يصبح لدينا ما يكفي من البرمجيات الحرة  |
| At our call, hackers, at our call          | تحت إمرتنا أيها الهاكرز، تحت إمرتنا          |
| We'll kick out those dirty licenses        | سوف نرمي بتلك الرخص الدنيئة                  |
| Ever more, hackers, ever more              | إلى الأبد أيها الهاكرز، إلى الأبد.           |
| .                                          |                                              |
| Join us now and share the software         | انضموا الينا وشاركوا برمجياتكم.              |
| You'll be free, hackers, you'll be free    | ستكونون أحرارًا أيها الهاكرز، ستكونون أحرارًا. |
| مرتان                                      |                                              |

وضعة كلمات الأغنية الأصلية في الملكية العامة.